# Saint-Martin-sur-Ocre (Loiret)
Saint-Martin-sur-Ocre je francouzská obec v departementu Loiret v regionu Centre-Val de Loire. V roce 2011 zde žilo 1 244 obyvatel.

## Sousední obce
Autry-le-Châtel, Gien, Poilly-lez-Gien, Saint-Brisson-sur-Loire

## Vývoj počtu obyvatel
Počet obyvatel 